# Ізмірський метрополітен

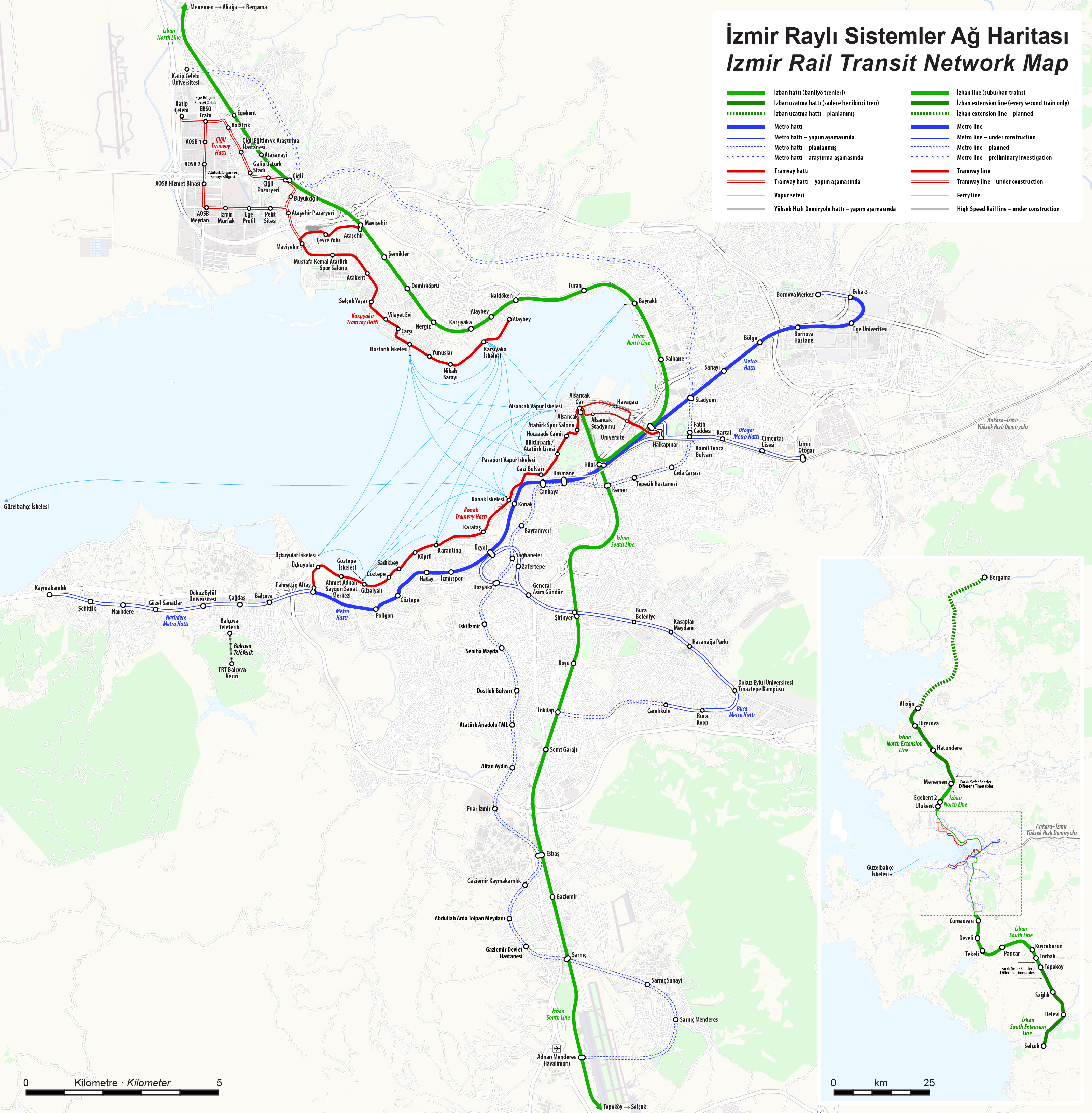
Схема Ізмірської транспортної мережі: лінії IZBAN помаранчевим і червоним, лінія U-bahn - синім

Ізмірський метрополітен (тур. İzmir Metrosu) — мережа метрополітену у місті Ізмір, Туреччина. Існуюча мережа, складається з однієї лінії, що починається від станції Гезтепе у Фахреттін-Алтай у південній частині агломерації і прямує NE до станції Евка-3 у Борнова. Станом на 4 березня 2024 року лінія метро Ізміра має завдовжки 27 км і обслуговує 24 станції 
.
Станції Халкапінар та Хілал є пересадними на İZBAN.

## Історія
Контракт на будівництво метрополітену підписано у 1993, а роботи з будівництва розпочато в 1995. У травні 2000 року 10 станцій було введено в експлуатацію. На 2014 рік кошторисна вартість робіт склала 600 мільйонів доларів.
Метрополітен було відкрито 22 травня 2000 року у тестовому режимі, а 25 серпня 2000 розпочата регулярна експлуатація.
Відкриття дистанцій:
- 25 серпня 2000: Учйол — Борнова (11.9 км)
- 30 березня 2012: Борнова — Евка 3 (2.3 км)
- 29 грудня 2012: Учйол — Хатай (1.7 км)
- 25 березня 2014: Хатай — Гезтепе (1.0 км)
- 27 липня 2014: Гезтепе — Фахреттін-Алтай (3.2 км)
- 4 березня 2024: Балчова, Чагдаш, Докуз-Ейлюл-Університесі-Гастанесі, Гюзель-Санатлар, Нарлидере-Ітфаіє, 100. Їл-Джумхурієт-Шехітлік та Нарлидере-Каймакамлик.

## Рухомий склад
Вагони метро завширшки 2,65 м і заввишки 3,76 м (над рівнем рейок) були поставлені виробником Bombardier. Це модель із серії Flexity Swift. Для швидкої зміни пасажирів кожен вагон має чотири двері з кожного боку. Зазвичай поїзди метро курсують по три вагони. 
Чотири вагони можна використовувати в години пік. 
Поїзди метро виготовлені з нержавіючої сталі та мають біло-чорну ліврею, також під вікнами є червоні аплікації. Один вагон вміщує 300 пасажирів, 44 з яких сидячі, решта стоячі. 

## Галерея

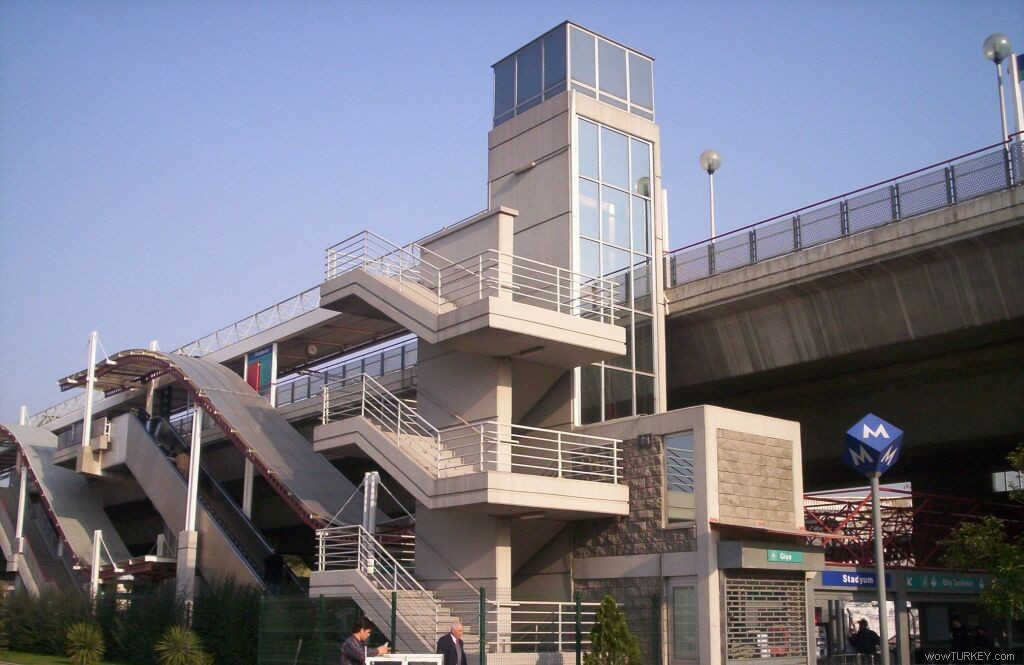
Станція Стадіум
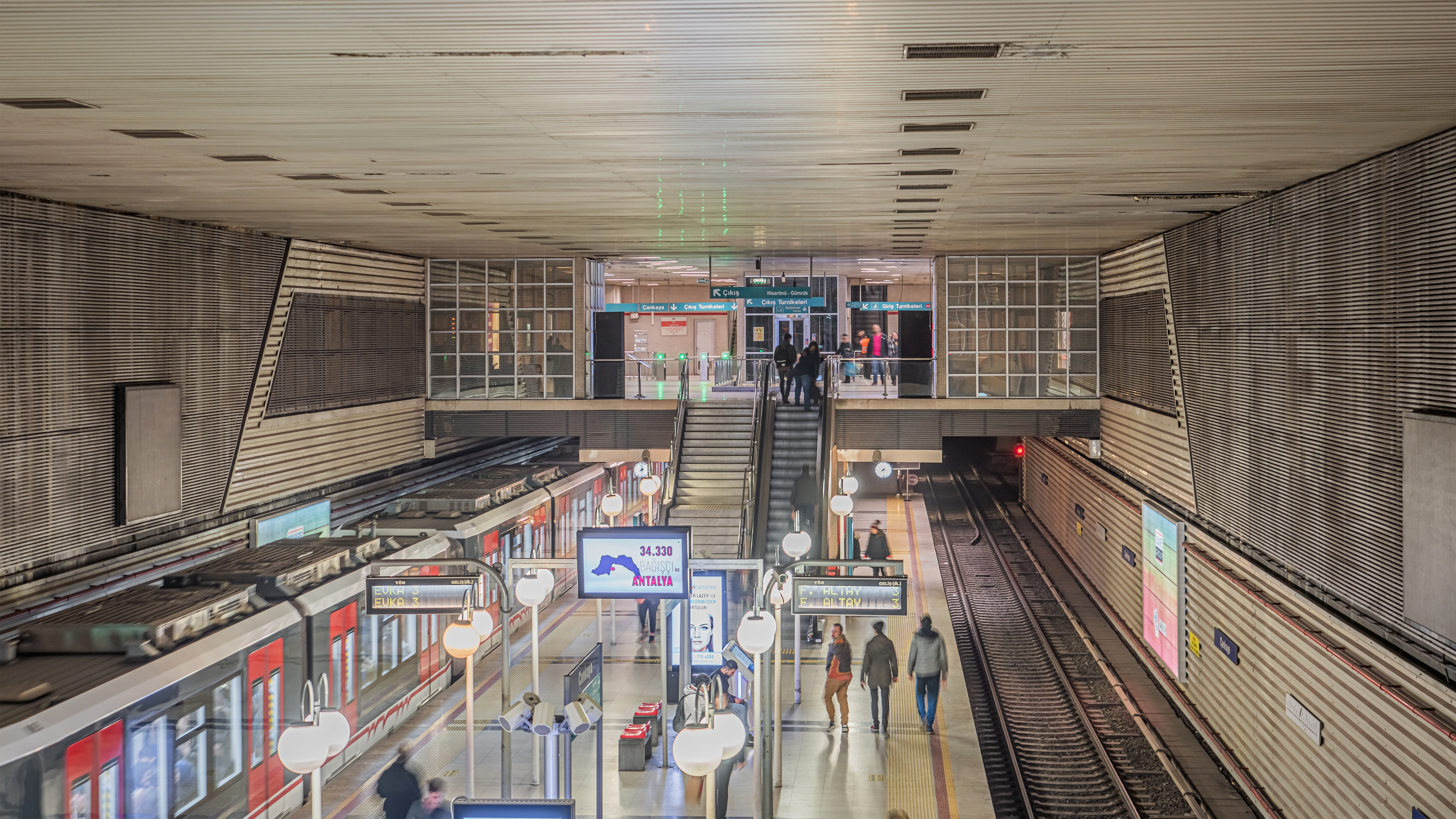
Станція Чанкая
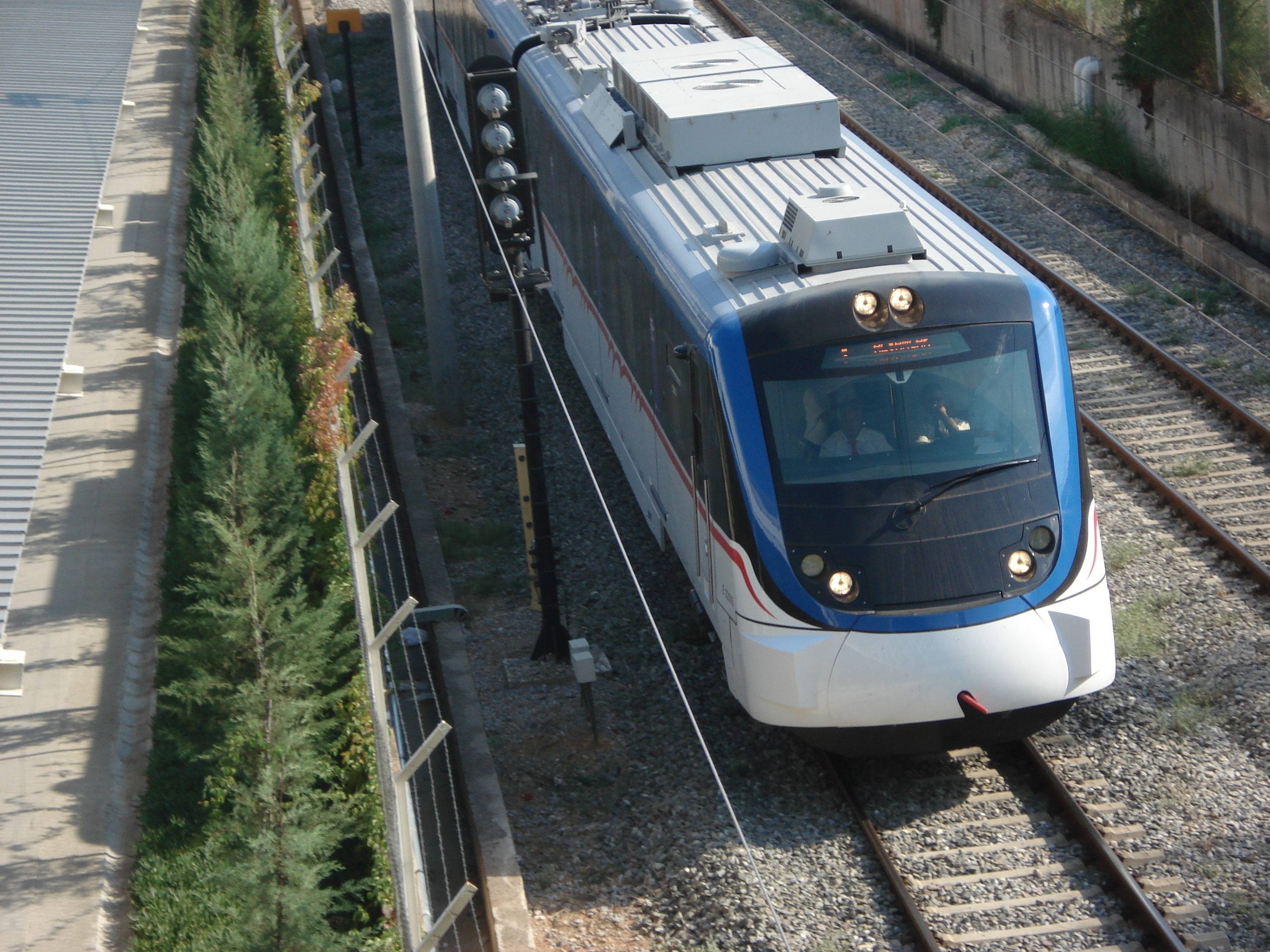
İZBAN